# Las Tricias
Las Tricias es una localidad del municipio de Garafía. Se encuentra al oeste de la isla de La Palma, entre el barrio de El Castillo y el municipio de Puntagorda. en 2016 contaba con 241 habitantes.
Es una gran ladera entre los barrancos de Briesta e Izcagua, accidentada por otros barrancos de menor importancia y una serie de conos volcánicos entre los que destaca la montaña de Las Tricias (1.209m), a partir de los 800m la pendiente es casi uniforme.

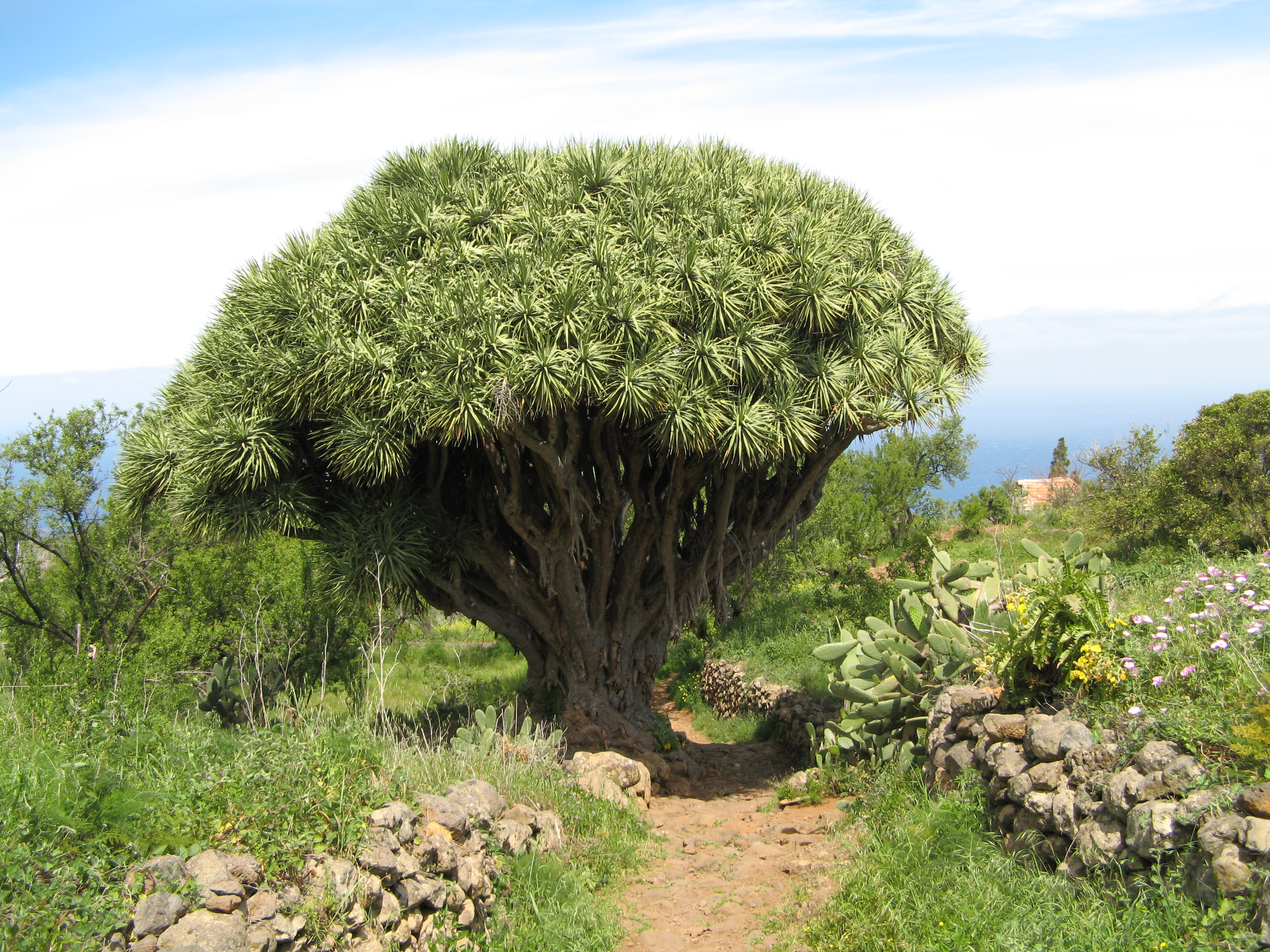
Drago en Las Tricias.

## Espacios naturales

### Monumento Natural de la Costa de Hiscaguán
En las costas se encuentra el Monumento Natural de la Costa de Hiscaguán, declarada Espacio Natural Protegido en la Ley 12/1994 de 19 de diciembre, de Espacios Naturales de Canarias. Abarca parte de la costa de los municipios de Puntagorda y Garafía, con una extensión de 253,3 hectáreas. Está entre las cotas de 0 metros y 375 metros. 
Es una de las mejores muestras de piso basal canario en la isla de La Palma, con una gran variedad de endemismos. Se trata de una formación vegetal de matorrales adaptada a una ambiente seco y salino. Entre las especies más características se encuentran la higuerilla (Euphorbia obtisifolia), la tabaiba dulce (Euphorbia balsamifera) y el cardón (Euphorbia canariensis).
En cuanto a la fauna, se puede citar a la pardela pichoneta (Puffinus puffinus) como el ave de mayor presencia en la zona. 

### Buracas
Se trata de una zona de gran interés arqueológico, paisajístico y natural. 

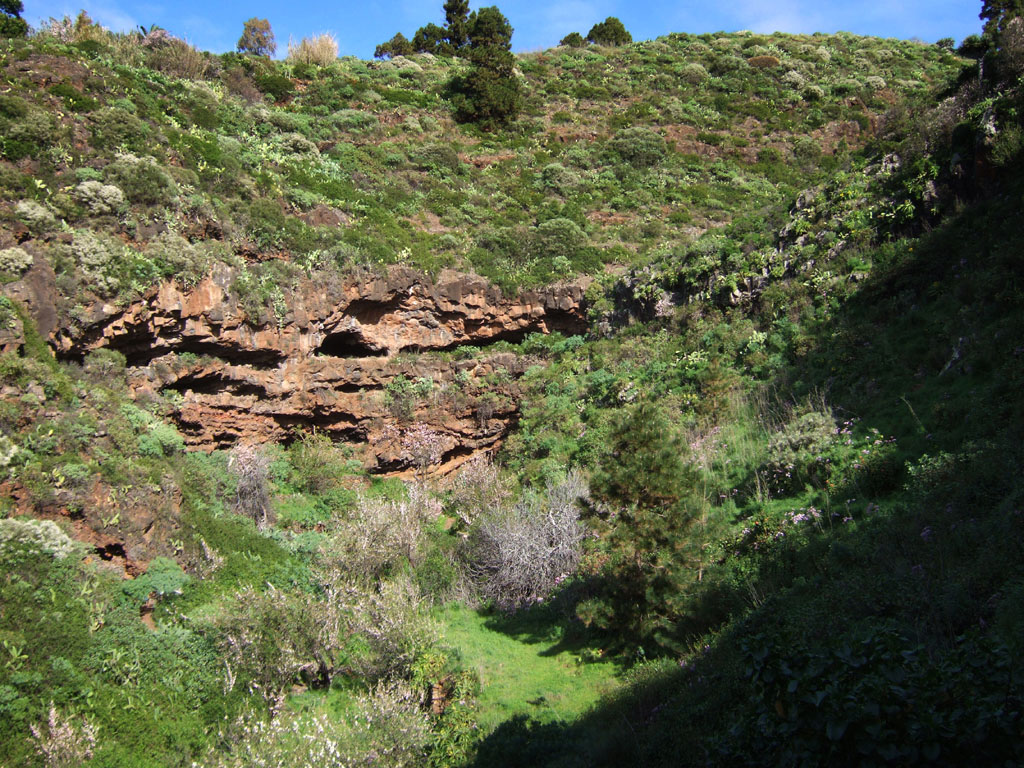
Caboco de Buracas, en Las Tricias.

El poblado de cuevas del Caboco de Buracas es un asentamiento aborigen situado en la zona baja de Las Tricias. En este poblado encontramos una ruta para hacer a pie, y podemos encontrar diferentes paisajes. Dragos centenarios, un antiguo molino de viento, cuevas acondicionadas como viviendas en los años 80 y las cuevas que fueron ocupadas por los aborígenes junto a los grabados en piedra que perduran todavía hoy, son los elementos más llamativos que se pueden visitar siguiendo el sendero que recorre este enclave.

## Fiestas
La fiesta principal de este barrio se lleva a cabo en torno a los días 15 y 16 de julio, en honor a Nuestra Señora del Carmen. La característica principal de esta fiesta consiste en la “quema de Judas”, y la lectura de su testamento, donde se hace una crítica a todo lo concerniente a la vida pública durante el último año en el municipio.